# Nachal Se
Nachal Se (hebrejsky נחל שה) je vádí v jižním Izraeli, v centrální části Negevské pouště.
Začíná v nadmořské výšce přes 400 metrů jihovýchodně od beduínského města Segev Šalom. Směřuje pak k severozápadu a severu kopcovitou pouštní krajinou, přičemž míjí rozptýlené beduínské osídlení. Z východu míjí také pahorek Ketef Avraham, kde se odehrávaly v roce 1917 boje v rámci první světové války, a prochází okolo židovské vesnice Nevatim. Zde nedaleko od jihovýchodního okraje zastavěného území města Beerševa zleva ústí do vádí Nachal Be'erševa.